# Kansjön
Kansjön este o arie protejată (arie specială de conservare — SAC, sit de importanță comunitară — SCI) din Suedia întinsă pe o suprafață de 77,2 ha, integral pe uscat.

## Localizare
Centrul sitului Kansjön este situat la coordonatele 57°38′23″N 14°32′06″E / 57.6396°N 14.5351°E.

## Înființare
Situl Kansjön a fost declarat sit de importanță comunitară în ianuarie 1998 pentru a proteja 1 specie de animale. Situl a fost protejat și ca arie specială de conservare în martie 2011.

## Biodiversitate
Situată în ecoregiunea boreală, aria protejată conține 1 habitat natural: Ape oligotrofe din câmpii nisipoase, cu un conținut foarte redus de minerale (Littorelletalia uniflorae).
La baza desemnării sitului se află o specie protejată de  nevertebrate: Dytiscus latissimus.